# توماس أودونيل
توماس أودونيل (23 أكتوبر 1996 في أستراليا - ) (بالإنجليزية: Thomas O'Donnell)‏ هو لاعب كريكت أسترالي.

## وصلات خارجية
- توماس أودونيل على موقع إي آس بي آن كريك إنفو (الإنجليزية)